# سینسا بریزیل
سینسا لیان بریزیل (انگلیسی: Cynthia Lynn Breazeal، متولد ۱۵ نوامبر ۱۹۶۷ در البوکِرکی (به انگلیسی: Albuquerque) شهری در ایالت نیومکزیکو) استاد تمام دانشکده هنرها و علوم رسانه در مؤسسه فناوری ماساچوست است، او مدیر و مسئول گروه ربات‌های شخصی (در گدشته، گروه زندگی رباتیک) درآزمایشگاه رسانه ام‌آی‌تی است.